# Ипакарай (озеро)
Ипакарай (исп. Lago Ypacaraí) — крупное мелководное озеро в юго-восточной части Парагвая. Расположено примерно в 30 км к востоку от столицы страны, города Асунсьон, в западной части грабена Асунсьон-Сапукаи-Вильяррика.
Озеро простирается примерно на 24 км с севера на юг и на 6 км с запада на восток. Его площадь — 55,9 км²; средняя глубина составляет 3 м. Ипакарай принимает несколько небольших притоков, а вытекает из него только одна река Саладо, которая примерно в 20 км ниже по течению впадает в реку Парагвай. На берегах озера расположены города Ипакарай и Сан-Бернардино.
Озеро Ипакарай является популярным местом отдыха парагвайцев и иностранных туристов. В то же время, на сегодняшний день это самое загрязнённое озеро Парагвая, что связано с прогрессирующей эвтрофикации, происходящей за счет поступления азота с полей, животноводческих ферм, примыкающих территорий и с земель с которых были сведены леса.